# طوكيو ميدتاون

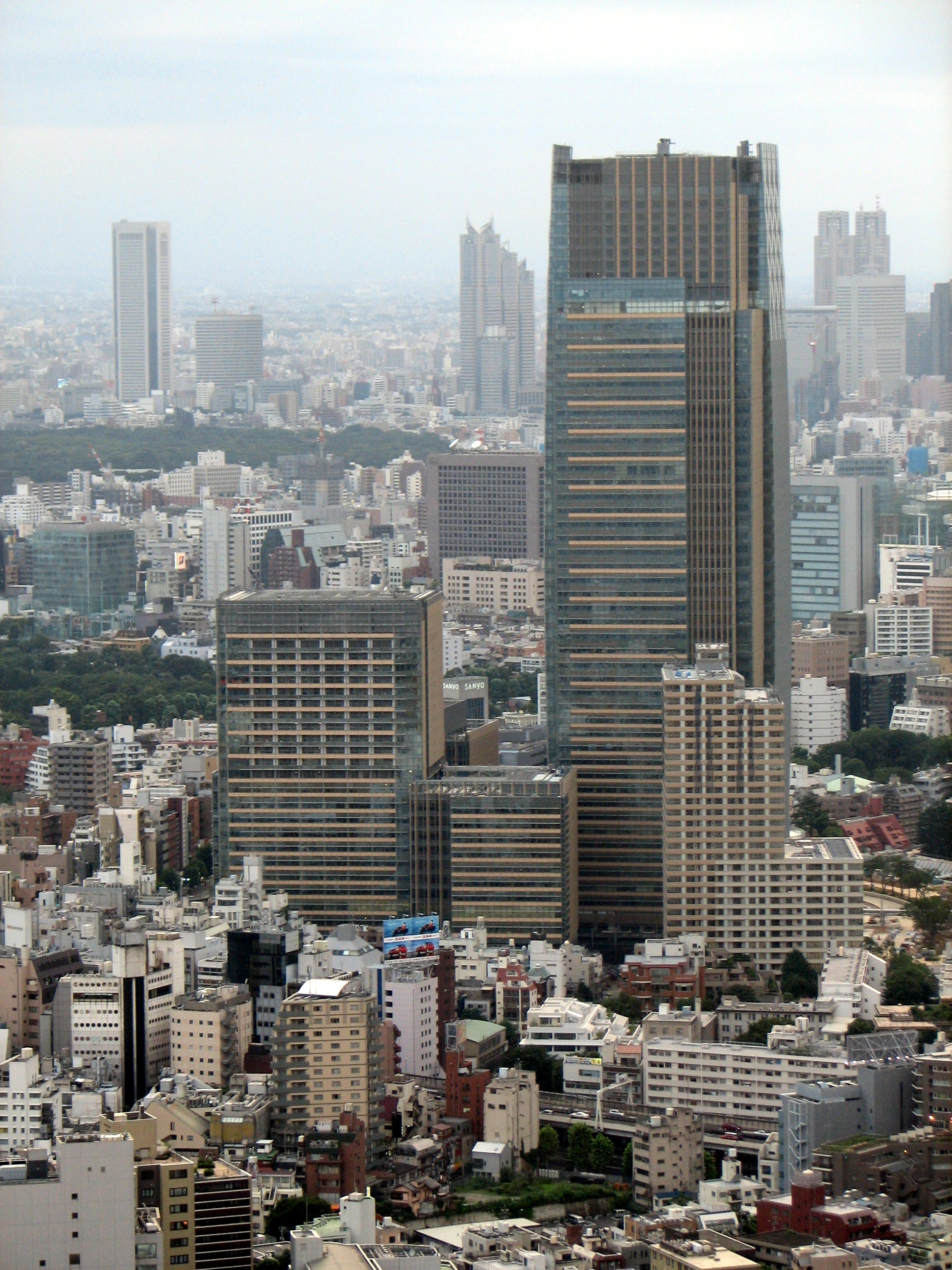
صورة لطوكيو ميدتاون من برج طوكيو.

طوكيو ميدتاون (باليابانية: 東京ミッドタウン) هو مجمع مباني يبلغ مساحته 569,000 متر مربع (6.1 مليون قدم مربع) يقع في أكاساكا، ميناتو، طوكيو، اليابان. يشمل المشروع الذي بلغت كلفته 3 بلايين دولار (370 مليار ين) والذي أنجز في مارس 2007، مكاتب وشقق سكنية ومحال التجارية وفنادق، ومساحات فراغ، فضلا عن كونه أطول مبنى في طوكيو والمقر الجديد لمتحف سنتوري للفنون.
موقع المشروع يشغل مساحة 78000 متر مربع التي كانت تشغلها من قبل وكالة الدفاع اليابانية في حي روبونغي طوكيو، ويبعد أقل من كيلومتر من روبونغي هيلز المبنى المقارب له بالحجم.
يضم المبنى مكاتب لشركات كبرى مثل فوجي فيلم، وسيسكو وكونامي وغيرها.